# Can Coll (Santa Maria de Martorelles)
Can Coll és una masia de Santa Maria de Martorelles (Vallès Oriental) inclosa a l'Inventari del Patrimoni Arquitectònic de Catalunya.

## Descripció
Masia de planta rectangular amb el carener perpendicular a la façana, porta en forma d'arc de mig punt. El conjunt ha estat modificat tantes vegades que ha perdut tota la gràcia. Les finestres han estat tapades i recobertes, arrebossades i emblanquinades, que no se sap que hi pot haver dessota. La façana principal conserva un rellotge de sol en força bon estat. A la part posterior de la casa hi adossats diversos cossos de forma més o menys rectangulars que servien de quadres i cors; són fetes amb còdols i morter i pedres més regulars a les cantonades. Al davant de la casa hi ha un pati tancat.